# Akordat
Akordat (tigrinia ኣቆርዳት) – miasto w zachodniej Erytrei, w dolinie epizodycznej rzeki Baraka; liczy 32 tys. mieszkańców (2006). Ośrodek handlu bydłem i sorgo.